# Білолуцька волость
Білолуцька волость — історична адміністративно-територіальна одиниця Старобільського повіту Харківської губернії із центром у слободі Білолуцьк.
Станом на 1885 рік складалася з 9 поселень, 4 сільських громад. Населення — 7984 особи (4188 чоловічої статі та 3796 — жіночої), 1156 дворових господарств.
|                     | Площа, десятин | У тому числі орної, дес. |
| ------------------- | -------------- | ------------------------ |
| Сільських громад    | 16433          | 14623                    |
| Приватної власності | 379            | 209                      |
| Казенної власності  | 2786           | 2786                     |
| Іншої власності     | 100            | 100                      |
| Загалом             | 19698          | 17718                    |

Основні поселення волості станом на 1885:
- Білолуцьк — колишня державна слобода при річці Айдар за 50 верст від повітового міста, 4805 осіб, 695 дворових господарств, 2 православні церкви, 2 школи, 2 постоялих двори, 3 лавки, базари по неділях, 5 ярмарки на рік.
- Можнякове — колишнє державне село при річці Айдар, 1271 особа, 184 дворових господарства.
- Павленкове — колишнє державне село при річці Біла, 1119 осіб, 163 дворових господарства, лавка.
- Романенкове — колишнє державне село, 572 особи, 70 дворових господарства, православна церква.

Найбільші поселення волості станом на 1914 рік:
- слобода Білолуцьк — 6389 мешканців;
- село Павленкове — 1581 мешканець;
- село Можнякове — 1897 мешканців.

Старшиною волості був Макар Михайлович Головинський, волосним писарем — Антон Гордійович Єротський, головою волосного суду — Захар Спиридонович Леоненко.